# Бирд, Мэтью
Мэтью Бирд (англ. Mathew Beard; 9 июля 1870 года?/октябрь 1886 — 16 февраля 1985 года) — американский  долгожитель, военнослужащий. Старейший живущий мужчина Земли (1980 — 1985), старейший из когда-либо живших на Земле мужчин (1982 — 1997). Летом 2003 года признан Геронтологической исследовательской группой подтверждённым долгожителем, однако в 2023 году верификация была отозвана.

## Биография
По утверждению самого Бирда, он родился в 1870 году в Норфолке, штат Виргиния. В 1873 году его семья переехала в Миссури, где он с 1882 года (с 12 лет) работал на лесопилке. Впоследствии неоднократно перебирался из штата в штат: в частности, в 1887 и затем[прояснить] 1907 годах он переехал во Флориду, где работал на железной дороге. В 1913 году устроился на работу каменщиком. В 1919 году познакомился со своей будущей женой, в браке с которой впоследствии имел двенадцать детей; к 1977 году жены и четверых детей уже не было в живых. В возрасте 103 лет, с помощью внука, построил себе дом.
В молодости Бирд участвовал в Испано-американской войне.
Умер 16 февраля 1985 года в возрасте 114 лет и 222 дней.
По данным газеты Evening Independent, с симпатией относился к Ку-клукс-клану, также есть сведения о его членстве в масонстве.
В феврале 2023 года группой longeviquest возраст Мэтью Бирда был поставлен под сомнение, согласно исследованиям специалистов, он мог родиться в октябре 1886 года.